# Râul Bălăneasa, Tazlău
Râul Bălăneasa este un curs de apă, afluent al râului Tazlău. 